# Ari Salo
Pour les articles homonymes, voir Salo.
Ari Salo (né le 3 octobre 1963 à Jyväskylä en Finlande) est un joueur professionnel finlandais de hockey sur glace devenu entraîneur.

## Biographie

### Carrière de joueur
Il commence sa carrière pour l'équipe de sa ville natale, le JYP Jyväskylä qui évolue alors dans la I.divisioona, première division sous la division Élite, la SM-liiga, en Finlande. Il participe en 1984-1985 à la montée de son équipe dans la SM-liiga et joue au total dix saisons avec son équipe. Pendant ces dix saisons, l'équipe connaîtra son meilleur classement avec une seconde place en 1989.
Il change d'équipe et même de pays pour rejoindre le MODO hockey dans le championnat élite suédois (Elitserien) pour la saison 1990-91. Il ne reste finalement qu'une saison en Suède avant de retourner dans son pays en signant pour le club de la capitale, le Jokerit Helsinki.
En 1992 et 1996, il remporte la victoire à l'issue des séries éliminatoires remportant ainsi le Kanada-malja. À la fin de la saison 1994-95 finlandaise, il décide de quitter la Finlande et il participe au Championnat de France de hockey sur glace 1995-1996 française avec les Dragons de Rouen.
Deux ans plus tard, alors qu'il évolue toujours avec les Dragons, il remporte le trophée Raymond-Dewas récompensant le joueur le plus fair-play de la saison. Il ne parvient pas pour autant à décrocher un titre national avec les Dragons et décide de rejoindre les Diables Rouges de Briançon en première division française pour une saison.
À la suite de cette saison en première division, il revient dans l'Élite pour la saison 1998-1999. Jouant pour Grenoble, il gagne alors son second trophée Raymond-Dewas alors que son équipe finit à la quatrième place du classement. Après une saison en division 3 française avec les Brûleurs de Loups, il met fin à sa carrière de joueur en 2000.

### Carrière d'entraîneur
En 2005, on le retrouve entraîneur des Avalanches du Mont-Blanc, poste qu'il occupe jusqu'en saison 2008-2009.
En 2009-2010, il devient entraîneur du Lausanne Hockey Club dans la LNA.
Le 1er avril 2012, le Gap Hockey Club annonce sur son site officiel la venue de Ari Salo en tant qu'entraîneur-chef. Le 20 avril 2014, le comité directeur du club des Rapaces de Gap le licencie à la suite de la saison difficile traversée par le club.
Les Dragons de Rouen le recrutent en tant que responsable du centre de formation et entraîneur de l’équipe espoirs élite du club. Le 6 novembre 2014, il est nommé entraîneur à la place de Rodolphe Garnier.

## Trophées et honneurs personnels
- Ligue Magnus : remporte le trophée Camil-Gélinas du meilleur entraîneur de la saison en 2008.

## Palmarès
- Championnat de Finlande
  - Champion en 1992 et 1994.
- Coupe d'Europe
  - Vainqueur en 1995.

## Statistiques
| Saison    | Équipe                        | Ligue              |     | Saison régulière | Saison régulière | Saison régulière | Saison régulière | Saison régulière |   | Séries éliminatoires | Séries éliminatoires | Séries éliminatoires | Séries éliminatoires | Séries éliminatoires |
| Saison    | Équipe                        | Ligue              | PJ  | B                | A                | Pts              | Pun              | PJ               | B | A                    | Pts                  | Pun                  |                      |                      |
| 1980-1981 | JYP Jyväskylä                 | I divisioona       | 36  | 1                | 6                | 7                | 8                |                  |   |                      |                      |                      |                      |                      |
| 1981-1982 | JYP Jyväskylä                 | I divisioona       | 21  | 1                | 7                | 8                | 14               |                  |   |                      |                      |                      |                      |                      |
| 1982-1983 | JYP Jyväskylä                 | I divisioona       | 36  | 3                | 7                | 10               | 51               |                  |   |                      |                      |                      |                      |                      |
| 1983-1984 | JYP Jyväskylä                 | I divisioona       | 11  | 0                | 0                | 0                | 4                |                  |   |                      |                      |                      |                      |                      |
| 1984-1985 | JYP Jyväskylä                 | I divisioona       | 43  | 8                | 7                | 15               | 36               |                  |   |                      |                      |                      |                      |                      |
| 1985-1986 | JYP Jyväskylä                 | SM-Liiga           | 36  | 2                | 1                | 3                | 14               |                  |   |                      |                      |                      |                      |                      |
| 1986-1987 | JYP Jyväskylä                 | SM-liiga           | 43  | 3                | 5                | 8                | 26               |                  |   |                      |                      |                      |                      |                      |
| 1987-1988 | JYP Jyväskylä                 | SM-liiga           | 40  | 2                | 4                | 6                | 16               |                  |   |                      |                      |                      |                      |                      |
| 1988-1989 | JYP Jyväskylä                 | SM-liiga           | 44  | 4                | 23               | 27               | 18               | 11               | 3 | 2                    | 5                    | 2                    |                      |                      |
| 1989-1990 | JYP Jyväskylä                 | SM-liiga           | 44  | 5                | 19               | 24               | 14               | 3                | 0 | 3                    | 3                    | 2                    |                      |                      |
| 1990-1991 | MODO hockey                   | Elitserien         | 40  | 2                | 3                | 5                | 32               |                  |   |                      |                      |                      |                      |                      |
| 1991-1992 | Jokerit Helsinki              | SM-liiga           | 40  | 2                | 8                | 10               | 10               | 10               | 2 | 1                    | 3                    | 2                    |                      |                      |
| 1992-1993 | Jokerit Helsinki              | SM-liiga           | 43  | 5                | 9                | 14               | 36               | 3                | 0 | 0                    | 0                    | 0                    |                      |                      |
| 1992-1993 | Jokerit Helsinki              | C. continentale    | 4   | 0                | 0                | 0                | 0                |                  |   |                      |                      |                      |                      |                      |
| 1993-1994 | Jokerit Helsinki              | SM-liiga           | 48  | 5                | 14               | 19               | 20               | 12               | 0 | 1                    | 1                    | 6                    |                      |                      |
| 1994-1995 | Jokerit Helsinki              | SM-liiga           | 49  | 4                | 6                | 10               | 20               | 9                | 1 | 2                    | 3                    | 2                    |                      |                      |
| 1994-1995 | Jokerit Helsinki              | Coupe continentale | 4   | 0                | 1                | 1                | 2                |                  |   |                      |                      |                      |                      |                      |
| 1995-1996 | Dragons de Rouen              | Ligue Magnus       | 27  | 3                | 6                | 9                | 10               | 9                | 1 | 3                    | 4                    | 2                    |                      |                      |
| 1996-1997 | Dragons de Rouen              | CE                 | 6   | 0                | 3                | 3                | 0                |                  |   |                      |                      |                      |                      |                      |
| 1997-1998 | Dragons de Rouen              | Ligue Magnus       | 30  | 3                | 12               | 15               | 2                | 11               | 1 | 1                    | 2                    | 4                    |                      |                      |
| 1998-1999 | Diables Rouges de Briançon    | Division 1         | 30  | 4                | 15               | 19               | 24               |                  |   |                      |                      |                      |                      |                      |
| 1999-2000 | Brûleurs de Loups de Grenoble | CE                 | 6   | 0                | 0                | 0                | 4                |                  |   |                      |                      |                      |                      |                      |
| 2000-2001 | Brûleurs de Loups de Grenoble | Ligue Magnus       | 35  | 2                | 10               | 12               | 2                |                  | 0 | 4                    | 4                    |                      |                      |                      |
| 2001-2002 | Brûleurs de Loups de Grenoble | Division 3         |     |                  |                  |                  |                  |                  |   |                      |                      |                      |                      |                      |
| Totaux    | Totaux                        | Totaux             | 716 | 59               | 166              | 225              | 363              | 68               | 8 | 17                   | 25                   | 20                   |                      |                      |